# Веруккьо
Веруккьо (итал. Verucchio, эмил.-ром. Vróc(c)) — коммуна в Италии, на границе с Сан-Марино. Расположена в регионе Эмилия-Романья, подчиняется административному центру Римини.
Население составляет 10 037 человек (30-11-2018), плотность населения составляет 367,66 чел./км². Занимает площадь 27 км². Почтовый индекс — 47826. Телефонный код — 0541.
Из Веруккьо было родом могущественное в Средние века семейство Малатеста. Покровителем коммуны почитается святитель Мартин Турский, праздник города ежегодно празднуется 11 ноября.